# The Devil's Own
The Devil's Own (br: Inimigo Íntimo / pt: Perigo Íntimo) é um filme policial dos Estados Unidos de 1997, realizado por Alan J. Pakula.

## Resumo
Líder do Exército Republicano Irlandês Francis McGuire (Brad Pitt) foge para Nova Iorque, onde seu mais novo amigo policial de origem irlandesa, e que desconhece a sua identidade, Tom O'Meara (Harrison Ford), irá para protegê-lo, deixando-o morar em sua casa. Assim, o recém-chegado, agora denominado Rory Devaney, integra-se à família e passa, secretamente, a tratar da compra de armamento pesado para levar ao seu país. Porém, Frankie é descoberto na casa do anfitrião, terminando com farsa. Então, Tom passa a ter a missão de localizar e prender o criminoso que desafiou a justiça e, ao mesmo tempo, manter vivo o amigo.

## Elenco
- Harrison Ford (Tom O'Meara)
- Brad Pitt (Rory Devaney / Francis McGuire)
- Margaret Colin (Sheila O'Meara)
- Rubén Blades (Edwin Diaz)
- Treat Williams (Billy Burke)
- George Hearn (Peter Fitzsimmons)
- Mitch Ryan (Chefe Jim Kelly)
- Natascha McElhone (Megan Doherty)
- Paul Ronan (Sean Phelan)
- Simon Jones (Harry Sloan)
- Julia Stiles (Bridget O'Meara)
- Ashley Carin (Morgan O'Meara)
- Kelly Singer (Annie O'Meara)

## Recepção
O Metacritic, que usa uma média ponderada, atribuiu ao filme uma pontuação de 53 em 100, baseado em 26 críticos, indicando críticas "mistas ou médias".